# Antoni Morell i Mora
Antoni Morell i Mora (Barcelona, 14 de desembre de 1941 – Andorra la Vella, 5 de gener de 2020) va serun escriptor andorrà. Va exercir d'advocat i va treballar a l'administració pública d'Andorra. També va ser ambaixador d'Andorra al Vaticà i va col·laborar amb nombroses publicacions periòdiques, com ara Poble Andorrà, Andorra 7, Diari d'Andorra, Periòdic d'Andorra, Set Dies, Avui i La Vanguardia.

## Biografia
Malgrat néixer a Barcelona, concretament al carrer de Calaf, núm. 121, sempre va tenir la nacionalitat andorrana per dret familiar (la seva mare era pubilla andorrana). El seu pare, taxista d'Alpicat (Lleida), es va casar una pubilla andorrana, que treballava de minyona a Barcelona. Fruit d'aquest matrimoni varen néixer dos fills, la major, Montserrat Morell i Mora i Antoni Morell i Mora. En aplicació de la llei tradicional andorrana, l'hereu era el fill o la filla gran i el segon, el cabaler, anava per a capellà. Per aquesta raó Antoni Morell va ingressar de ben jove (1952) al Seminari Conciliar de Barcelona, on va cursar Teologia i Filosofia i va ser ordenat diaca (mai va ser ordenat capellà per decisió pròpia).
L'any 1973 va ser nomenat secretari general de la Sindicatura General d'Andorra, amb el síndic Julià Reig i Ribó, que no el va deixar fins a la reforma política andorrana de 1979, quan va guanyar les primers eleccions democràtiques i lliures a Andorra. El 1981, Òscar Ribas Reig, nebot de Julià Reig i propietaris de la Banca Reig i dels Tabacs Reig de Sant Julià de Lòria, el nomena secretari general del primer govern, juntament amb Manuel Mas i Ribó, fins al 12 de maig de 1984, que deixa el govern. Posteriorment, el 1994, Òscar Ribas tornaria a guanyar les eleccions, però Morell ja no tornaria a la política en aquest govern.
Antoni Morell va morir el 5 de gener del 2020 a Andorra la Vella, amb setanta-vuit anys, després de patir una insuficiència cardíaca.

### Estudis
Va estudiar Llatí, Filosofia i Teologia, primer en el Seminari Menor de la Conreria (curs 1952-53) i posteriorment en el Seminari Conciliar de Barcelona, en el qua va coincidir amb Joan Rigol i Josep Maria Balcells. Després va estudiar Història Contemporània i Moderna a la Universitat de Saragossa i també Dret, a la Universitat de Saragossa i la Universitat de Barcelona.

### Activitats docents
Va ser professor de literatura i de llatí en el Col·legi Sant Ermengol i a l'Institut Janer d'Andorra la Vella (1968-1972). Durant catorze anys va ser professor de dret mercantil i filosofia del dret al Centre Associat de la UNED, a la Seu d'Urgell.

### Càrrecs polítics
Va ser assessor pedagògic al Consell General del Principat d'Andorra; secretari de la Sindicatura General del Principat d'Andorra (1973-1981); secretari general del primer Govern andorrà (1981-1984) i ambaixador plenipotenciari del Principat d'Andorra a la Ciutat del Vaticà (2005-2010).

### Activitats culturals relacionades
Va ser cofundador de la revista Andorra 7, així com de l'editorial andorrana Serra Airosa. Va ser membre fundador de l'Associació d'Escriptors del Principat d'Andorra l'any 1995, i en va ser president durant molts anys. Va impulsar el projecte del Museu del llibre a La Massana.

### Salvador Espriu i Antoni Morell
En la dècada de 1970 va establir amistat amb Salvador Espriu a qui, per raons culturals, va anar a visitar al seu despatx de Barcelona quan ell era secretari general de la Sindicatura del Principat d'Andorra. Davant la proposta d'una participació intensa amb Andorra, Espriu li va dir: «Senyor Morell, per Andorra, el que sigui, però no em faci viatjar.» A partir d'aquí va néixer una amistat que duraria fins a la mort d'Espriu el 1986. El 1983, Espriu li va prologar la seva primera novel·la, Set lletanies a mort (1981), basada en els fets històrics de la darrera execució que es va produir al Principat d'Andorra el 1943.

## Obra

### Novel·la

#### Històrica
- 1981 Set lletanies de mort. Edicions: Ed. Laia (1981) ISBN 8472229424. Ed. La Magrana (1996) ISBN 8474109205. Ed. Proa (2002) ISBN 9788484371830. Destino en castellà (2007) ISBN 9788423339549, amb un llibre conjunt amb ‘'Borís I, rei d'Andorra. Llibre de lectura obligatòria al Batxillerat en la seva edició catalana. Aquest llibre narra de forma novel·lada la darrera execució feta a Andorra, l'any 1943, a un fratricida.
- 1984 Borís I, rei d'Andorra. Edicions: Ed. La Magrana (1984) ISBN 9788474101577. Ed. Proa (2004) ISBN 9788484370826. Destino en castellà (2007) ISBN 9788423339549, amb un llibre conjunt amb ‘'Set lletanies a mort. Traduït també al txec. Aquest llibre narra de forma novel·lada la història de Borís Skóssirev, que es va anomenar rei d'Andorra durant un breu període. La mare de l'autor va conèixer personalment al rei Borís I.

#### Ficció
- 1987 Als límits de l'alba. Ed. Grafinter ISBN 9991330038
- 1996 Karen nena de la llum. Material d'Edició ISBN 9992011467
- 1999 La neu adversa. Ed. Proa ISBN 9788482569567
- 2004 El vell i els anyells. Andbanc
- 2005 Memòria del fill d'un poble.
- 2005 Andorra, El Cor dels Pirineus. Art Al Set. ISBN 9992015810

### Assaig, Sociologia i Història
- 1971 693 anys després, escrit amb Elidà Amigó. Ed. Andorra 71. EAN 3637219710693 (descatalogat)
- 1976 Andorra 1947
- 1980 El Consell General, 1682-1979. Recull cronològic del patricis andorrans, escrit conjuntament amb Lídia Armengol i Manuel Mas. Ed. del M.I. Consell General. (descatalogat)
- 1986 Salvador Espriu i Andorra. Banca Reig. AND-384-86 (descatalogat)
- 1992 L'esdevenidor assumit. Ed. TRAM3S ISBN 8487656110
- 1992 Predicant en el desert. Ed. TRAM3S ISBN 8487656129
- 2002 Andorranes i andorrans. Pagès Editors ISBN 9788479358808
- 2005 Andorra, avui i demà. Converses d'Antoni Morell amb Albert Pintat. Ed. Grafinter ISBN 9992015594
- 2008 52 dies d'ocupació?: Agost-octubre 1933 a Andorra. Pagés Editors. ISBN 8497796500
- 2015 El llarg caminar d'un home bo. Converses amb Joan Martí Alanis. Anm Editors. ISBN 9789992065020
- 2016 Passaport sense nom : crònica sentimental 1978-1979 i 2016. Anm Editors. ISBN 9789992065099
- 2020 De la governança d'un país. Carta oberta a Antoni Fiter i Rossell[17]

### Descripció i Viatges
- 1989 Andorra vol insòlit, escrit conjuntament amb Ramon Vinyes. ISBN imprès al volum: 8940454627
- 1995 Tastar Andorra. Materal d'Edició ISBN imprès al volum: 99911114.

## Distincions honorífiques
Condecoracions
- Gran Creu de l'Orde de Sant Gregori el Gran, Santa Seu[18]
- Creu de l'Orde Civil d'Alfons X el Savi, Regne d'Espanya.[19]

Premis literaris
- Escriptor del mes en català (novembre de 1996)[20]
- 1999 Carlemany per ‘'La Neu Adversa
- 2001 Premi Sant Miquel d'Engolasters d'Assaig Literari a la XXIV Nit Literària Andorrana, per ‘'Andorranes i Andorrans
- 2005 Premi Manel Cerqueda de novel·la breu a Antoni Morell per 'El vell i els anyells'[21]
- 2011 Premi Àgora Cultural 2011[22]